# 等壓線
等壓線是氣象人員將每日來自世界各地氣象站，

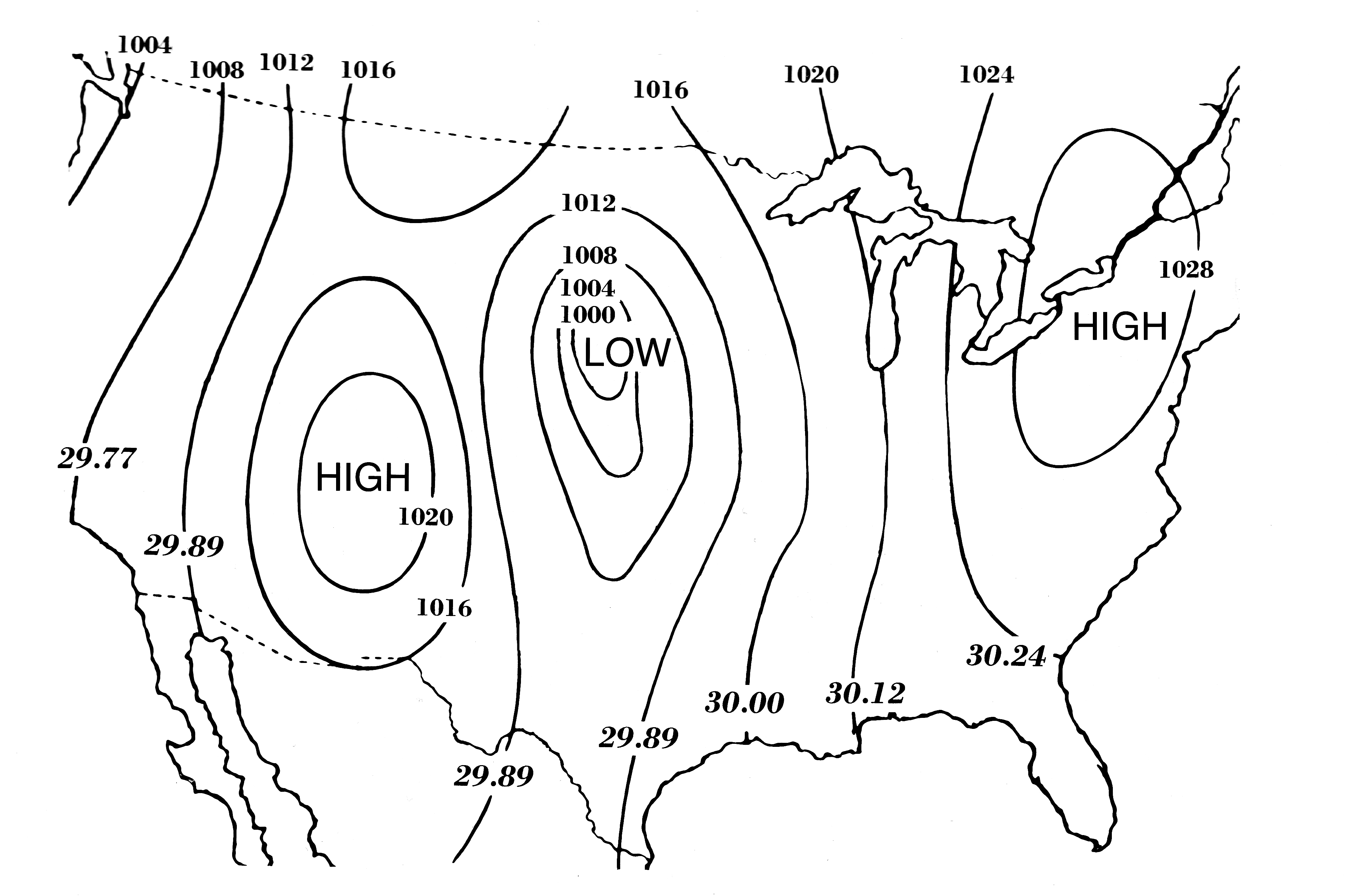
等壓線圖例，顯示出美國一場風暴

同一時間所觀測得之氣壓，填在標有氣象站位置的地圖上，然後把氣壓數值相同之氣象站以鉛筆連接起來的線。等壓線配置形勢可清楚表示地球表面上高低氣壓的位置及分布，且可用來推斷風的情況。等壓線每一間隔距離一般為2或4百帕斯卡。

## 腳註与参考文獻
1. ↑  .   [2011-09-25]. （原始内容存档于2016-09-17）.
2. ↑  .   [2007-11-29]. （原始内容存档于2009-08-20）.
3. ↑  .   [2007-11-29]. （原始内容存档于2019-10-22）.